# Európai Filmdíj az év felfedezettjének
Az év felfedezettje (angolul: Best European Discovery) elismerés az 1988-ban alapított Európai Filmdíjak egyike, amelyet az Európai Filmakadémia (EFA) tagjainak szavazata alapján ítélnek oda az év európai filmterméséből legjobbnak ítélt elsőfilmes alkotásának. A díjátadóra felváltva Berlinben, illetve egy-egy európai városban megrendezett gála keretében kerül sor minden év végén.
A kategória jelöltjeinek listáját egy külön bizottság állítja össze, amely döntését az általános jelölési eljárás lezárása után hozza nyilvánosságra. A végső szavazásra bocsátott filmek száma az évek során 1-11 között változott.
1996-ig az Európai Filmdíjat – így e kategória díjait is –Felix-díj néven osztották ki. A díjra történő jelölést az Európai Filmakadémia a Rainer Werner Fassbinder Alapítvány (RWFF) együttműködésével és támogatásával végezte. Elnevezése az évek során többször változott:
- a legjobb újoncfilm  (Young Film) (1988)
- az év legjobb újoncfilmje  (Young European Film of the Year) (1989-1996)
- az év legjobb felfedezettje – Fassbinder-díj (European Discovery of the Year – Fassbinder Award) (1997)
- a legjobb felfedezett – Fassbinder-díj (European Discovery – Fassbinder Award) (1998-2002)
- az Európai Filmakadémia felfedezettje – Fassbinder-díj (European Film Academy Discovery – Prix Fassbinder) (2003-2005)
- a legjobb felfedezett (European Discovery) (2006–2009, 2011)
- a legjobb felfedezett – FIPRESCI díj (European Discovery – Prix Fipresci) (2010, 2012– )

## Díjazottak és jelöltek
| „Díjazott” – szürkéskék háttérrel   |
| „Jelölt” – világos szürke háttérrel |

### 1980-as évek
| Év                                       | Magyar címe                              | Eredeti címe        | Rendező                                        | Ország |
| ---------------------------------------- | ---------------------------------------- | ------------------- | ---------------------------------------------- | ------ |
| 1988                                     |                                          |                     |                                                |        |
| Asszonyok a teljes idegösszeomlás szélén | Mujeres al borde de un ataque de nervios | Pedro Almodóvar     | Spanyolország                                  |        |
| Az elsötétülés napjai                    | Dni zatmenija (Дни затмения)             | Alekszandr Szokurov | Szovjetunió                                    |        |
| –––                                      | Domani accadrà                           | Daniele Luchetti    | Olaszország                                    |        |
| Kárhozat                                 | Kárhozat                                 | Tarr Béla           | Magyarország                                   |        |
| Nyomkereső                               | Ofelaš                                   | Nils Gaup           | Norvégia                                       |        |
| –––                                      | Reefer and the Model                     | Joe Comerford       | Írország                                       |        |
| Viharos hétfő                            | Stormy Monday                            | Mike Figgis         | Egyesült Királyság · Amerikai Egyesült Államok |        |
| 1989                                     |                                          |                     |                                                |        |
| 300 mérföld az égig                      | 300 mil do nieba                         | Maciej Dejczer      | Lengyelország · Dánia · Franciaország          |        |
| A bal lábam                              | My Left Foot: The Story of Christy Brown | Jim Sheridan        | Írország · Egyesült Királyság                  |        |
| Botrány                                  | Scandal                                  | Michael Caton-Jones | Egyesült Királyság · Amerikai Egyesült Államok |        |
| Cinema Paradiso                          | Nuovo Cinema Paradiso                    | Giuseppe Tornatore  | Olaszország · Franciaország                    |        |
| Kuduz                                    | Kuduz                                    | Ademir Kenović      | Jugoszlávia                                    |        |
| –––                                      | Sis                                      | Zülfü Livaneli      | Törökország · Svájc                            |        |
| –––                                      | Wallers letzter Gang                     | Christian Wagner    | Német Szövetségi Köztársaság                   |        |

### 1990-es évek
| Év                                   | Magyar címe                                        | Eredeti címe                                  | Rendező                                                                    | Ország |
| ------------------------------------ | -------------------------------------------------- | --------------------------------------------- | -------------------------------------------------------------------------- | ------ |
| 1990                                 |                                                    |                                               |                                                                            |        |
| V. Henrik                            | Henry V                                            | Kenneth Branagh                               | Egyesült Királyság                                                         |        |
| Fehér galamb                         | La blanca paloma                                   | Juan Minon                                    | Spanyolország                                                              |        |
| –––                                  | Turnè                                              | Gabriele Salvatores                           | Olaszország                                                                |        |
| Kegyetlen világ                      | Un monde sans pitié                                | Éric Rochant                                  | Franciaország                                                              |        |
| Dermedj meg, halj meg, támadj fel!   | Zamri, umri, voszkreszni! (Замри, умри, воскресни) | Vitalij Jevgenyevics Kanevszkij               | Szovjetunió                                                                |        |
| 1991                                 |                                                    |                                               |                                                                            |        |
| Toto, a hős                          | Toto le Héros                                      | Jaco van Dormael                              | Belgium · Franciaország · Németország                                      |        |
| Delicatessen                         | Delicatessen                                       | Marc Caro, Jean-Pierre Jeunet                 | Franciaország                                                              |        |
| A kemény mag                         | Ultrà                                              | Ricky Tognazzi                                | Olaszország                                                                |        |
| 1992                                 |                                                    |                                               |                                                                            |        |
| Északiak                             | De Noorderlingen                                   | Alex van Warmerdam                            | Hollandia                                                                  |        |
| –––                                  | Nord                                               | Xavier Beauvois                               | Franciaország                                                              |        |
| –––                                  | Trys dienos                                        | Šarūnas Bartas                                | ()                                                                         |        |
| 1993                                 |                                                    |                                               |                                                                            |        |
| Orlando                              | Orlando                                            | Sally Potter                                  | Egyesült Királyság · Franciaország · Hollandia · Oroszország · Olaszország |        |
| Veled is megtörténhet                | C'est arrivé près de chez vous                     | Rémy Belvaux, André Bonzel, Benoît Poelvoorde | Belgium                                                                    |        |
| –––                                  | La petite amie d'Antonio                           | Manuel Poirier                                | Franciaország                                                              |        |
| 1994                                 |                                                    |                                               |                                                                            |        |
| Cápafióka                            | Le Fils du requin                                  | Agnès Merlet                                  | Franciaország · Belgium · Luxemburg                                        |        |
| Woyzeck                              |                                                    | Szász János                                   | Magyarország                                                               |        |
| –––                                  | Kos ba kos (Кош ба кош)                            | Baktyiar Babadzsanovics Hudojnazarov          | Tádzsikisztán · Oroszország · Németország · Svájc · Japán                  |        |
| 1995                                 |                                                    |                                               |                                                                            |        |
| A gyűlölet                           | La Haine                                           | Mathieu Kassovitz                             | Franciaország · Amerikai Egyesült Államok                                  |        |
| A pillangó csókja                    | Butterfly Kiss                                     | Michael Winterbottom                          | Egyesült Királyság                                                         |        |
| H – a hannoveri gyilkos              | Der Totmacher                                      | Romuald Karmakar                              | Németország                                                                |        |
| 1996                                 |                                                    |                                               |                                                                            |        |
| Őt is anya szülte                    | Some Mother's Son                                  | Terry George                                  | Írország · Amerikai Egyesült Államok                                       |        |
| Lea                                  | Lea                                                | Ivan Fíla                                     | Csehország · Németország · Franciaország                                   |        |
| Csodálatos dolog                     | Beautiful Thing                                    | Hettie MacDonald                              | Egyesült Királyság                                                         |        |
| 1997                                 |                                                    |                                               |                                                                            |        |
| Jézus élete                          | La vie de Jésus                                    | Bruno Dumont                                  | Franciaország                                                              |        |
| Több jelölt nem volt.                |                                                    |                                               |                                                                            |        |
| 1998                                 |                                                    |                                               |                                                                            |        |
| Születésnap                          | Festen                                             | Thomas Vinterberg                             | Dánia · Svédország                                                         |        |
| Az élet, amiről az angyalok álmodnak | La vie rêvée des anges                             | Érick Zonca                                   | Franciaország                                                              |        |
| Több jelölt nem volt.                |                                                    |                                               |                                                                            |        |
| 1999                                 |                                                    |                                               |                                                                            |        |
| Hadszíntér                           | The War Zone                                       | Tim Roth                                      | Egyesült Királyság · Olaszország                                           |        |
| Több jelölt nem volt.                |                                                    |                                               |                                                                            |        |

### 2000-es évek
| Év                             | Magyar címe                        | Eredeti címe                      | Rendező                                                                      | Ország |
| ------------------------------ | ---------------------------------- | --------------------------------- | ---------------------------------------------------------------------------- | ------ |
| 2000                           |                                    |                                   |                                                                              |        |
| Emberi erőforrások             | Ressources humaines                | Laurent Cantet                    | Franciaország · Egyesült Királyság                                           |        |
| 101 Reykjavík                  | 101 Reykjavík                      | Baltasar Kormákur                 | Izland · Dánia · Franciaország · Norvégia · Németország · Finnország         |        |
| A város peremén                | Nordrand                           | Barbara Albert                    | Ausztria · Németország · Svájc                                               |        |
| Együtt                         | Tillsammans                        | Lukas Moodysson                   | Svédország · Dánia · Olaszország                                             |        |
| Felejtsd el Amerikát!          | Vergiss Amerika                    | Vanessa Jopp                      | Németország                                                                  |        |
| Gengszterek gengsztere         | Gangster No. 1                     | Paul McGuigan                     | Egyesült Királyság · Németország · Írország                                  |        |
| Hangok                         | Some Voices                        | Simon Cellan-Jones                | Egyesült Királyság                                                           |        |
| –––                            | Kennedy et moi                     | Sam Karmann                       | Franciaország                                                                |        |
| Tuvalu, az álomsziget          | Tuvalu                             | Veit Helmer                       | Németország                                                                  |        |
| 2001                           |                                    |                                   |                                                                              |        |
| Golyó                          | El Bola                            | Achero Mañas                      | Spanyolország                                                                |        |
| A gondolkodó tenger            | De zee die denkt                   | Gert de Graaff                    | Hollandia                                                                    |        |
| alaszka.de                     | alaska.de                          | Esther Gronenborn                 | Németország                                                                  |        |
| Az utolsó menedék              | Last Resort                        | Paweł Pawlikowski                 | Egyesült Királyság                                                           |        |
| Boldog ember                   | Szczęśliwy człowiek                | Małgorzata Szumowska              | Lengyelország                                                                |        |
| Jalla! Jalla!                  | Jalla! Jalla!                      | Josef Fares                       | Svédország                                                                   |        |
| Kánikula                       | Hundstage                          | Ulrich Seidl                      | Ausztria                                                                     |        |
| Kedves Rita                    | Lovely Rita                        | Jessica Hausner                   | Ausztria · Németország                                                       |        |
| Úttorlaszok                    | Kleistoi dromoi                    | Stavros Ioannou                   | Görögország                                                                  |        |
| –––                            | Maimil (Маймыл)                    | Aktan Abdikalikov                 | Kirgizisztán · Oroszország · Franciaország · Japán                           |        |
| 2002                           |                                    |                                   |                                                                              |        |
| Hukkle                         | Hukkle                             | Pálfi György                      | Magyarország                                                                 |        |
| A harcos                       | El guerrero                        | Asif Kapadia                      | Egyesült Királyság · Németország · Franciaország · India                     |        |
| Apróbb zűrök                   | /Sma ulykker                       | Annette K. Olesen                 | Dánia · Svédország                                                           |        |
| Grazia szigete                 | Respiro                            | Emanuele Crialese                 | Olaszország · Németország                                                    |        |
| Határőr                        | Varuh meje                         | Maja Weiss                        | Szlovénia · Németország · Franciaország                                      |        |
| Két barát                      | Due amici                          | Spiro Scimone, Francesco Sframeli | Olaszország                                                                  |        |
| Mi van, mi a baj?              | Wesh wesh, qu'est-ce qui se passe? | Rabah Ameur-Zaïmeche              | Franciaország                                                                |        |
| –––                            | Nichts bereuen                     | Benjamin Quabeck                  | Németország                                                                  |        |
| Papírsárkány                   | Zmej (Змей)                        | Alekszej Boriszovics Muradov      | Oroszország                                                                  |        |
| –––                            | Smoking Room                       | Roger Gual, Julio D. Wallovits    | Spanyolország                                                                |        |
| Szép napok                     | Szép napok                         | Mundruczó Kornél                  | Magyarország                                                                 |        |
| 2003                           |                                    |                                   |                                                                              |        |
| A visszatérés                  | Vozvrascsenyije (Возвращение)      | Andrej Zvjagincev                 | Oroszország                                                                  |        |
| A bálványom                    | Mon idole                          | Guillaume Canet                   | Franciaország                                                                |        |
| Égő tűz                        | Gori vatra                         | Pjer Žalica                       | Bosznia-Hercegovina · Ausztria · Törökország · Franciaország                 |        |
| Nap mint nap                   | Las horas del día                  | Jaime Rosales                     | Spanyolország                                                                |        |
| Rekonstrukció                  | Reconstruction                     | Christoffer Boe                   | Dánia                                                                        |        |
| Schultze Gets the Blues        | Schultze Gets the Blues            | Michael Schorr                    | Németország                                                                  |        |
| Young Adam                     | Young Adam                         | David Mackenzie                   | Egyesült Királyság · Franciaország                                           |        |
| 2004                           |                                    |                                   |                                                                              |        |
| Elveszett gyermekkor           | Certi bambini                      | Antonio Frazzi, Andrea Frazzi     | Olaszország                                                                  |        |
| Az a csodálatos spliti éjszaka | Ta divna splitska noć              | Arsen Anton Ostojić               | Horvátország                                                                 |        |
| Az aratás ideje                | Vremja zsatvi (Время жатвы)        | Marina Razbezskina                | Oroszország                                                                  |        |
| Kroko                          | Kroko                              | Sylke Enders                      | Németország                                                                  |        |
| –––                            | Or (אור) / Mon trésor              | Keren Yedaya                      | Izrael · Franciaország                                                       |        |
| Összefonódva                   | Brodeuses                          | Éléonore Faucher                  | Franciaország                                                                |        |
| 2005                           |                                    |                                   |                                                                              |        |
| Anklaget                       | Anklaget                           | Jakob Thuesen                     | Dánia                                                                        |        |
| –––                            | 4                                  | Ilja Andrejevics Hrzsanovszkij    | Oroszország                                                                  |        |
| Alice                          | Alice                              | Marco Martins                     | Portugália                                                                   |        |
| Árad a tenger...               | Quand la mer monte...              | Yolande Moreau, Gilles Porte      | Belgium · Franciaország                                                      |        |
| Ő – A lepkeszárny érintése     | Ono                                | Małgorzata Szumowska              | Lengyelország · Németország · Franciaország                                  |        |
| Saimir                         | Saimir                             | Francesco Munzi                   | Olaszország                                                                  |        |
| –––                            | Uno                                | Aksel Hennie                      | Norvégia                                                                     |        |
| 2006                           |                                    |                                   |                                                                              |        |
| A 13-as                        | 13 Tzameti                         | Géla Babluani                     | Grúzia · Franciaország                                                       |        |
| Friss levegő                   | Friss levegő                       | Kocsis Ágnes                      | Magyarország                                                                 |        |
| Jóvátétel                      | Z odzysku                          | Sławomir Fabicki                  | Lengyelország                                                                |        |
| –––                            | Pingpong                           | Matthias Luthardt                 | Németország                                                                  |        |
| 2007                           |                                    |                                   |                                                                              |        |
| A zenekar látogatása           | Bikur Ha-Tizmoret (ביקור התזמורת)  | Eran Kolirin                      | Izrael · Franciaország · Amerikai Egyesült Államok                           |        |
| Control                        | Control                            | Anton Corbijn                     | Egyesült Királyság · Amerikai Egyesült Államok · Ausztrália · Japán          |        |
| Kínzó együttlét                | Gegenüber                          | Jan Bonny                         | Németország                                                                  |        |
| Takva – Az istenfélő Muharrem  | Takva                              | Özer Kiziltan                     | Törökország · Németország                                                    |        |
| 2008                           |                                    |                                   |                                                                              |        |
| Éhség                          | Hunger                             | Steve McQueen                     | Egyesült Királyság · Írország                                                |        |
| Hó                             | Snijeg                             | Aida Begić                        | Bosznia-Hercegovina · Németország · Franciaország · Irán                     |        |
| Tulpan                         | Tulpan                             | Szergej Vlagyimirovics Dvorcevoj  | Kazahsztán · Németország · Olaszország · Lengyelország · Oroszország · Svájc |        |
| Vakációs könyv                 | Tatil kitabi                       | Seyfi Teoman                      | Törökország                                                                  |        |
| 2009                           |                                    |                                   |                                                                              |        |
| Varga Katalin balladája        | Katalin Varga                      | Peter Strickland                  | Egyesült Királyság · Románia · Magyarország                                  |        |
| Ajami                          | Ajami (עג'מי)                      | Scandar Copti, Yaron Shani        | Németország · Izrael                                                         |        |
| Ősz                            | Sonbahar                           | Özcan Alper                       | Törökország · Németország                                                    |        |
| –––                            | Sois sage                          | Juliette Garcias                  | Franciaország · Dánia                                                        |        |
| Túlparton                      | Gagma napiri                       | George Ovashvili                  | Grúzia · Kazahsztán                                                          |        |

### 2010-es évek
| Év                           | Magyar címe                              | Eredeti címe                                           | Rendező                                                       | Ország |
| ---------------------------- | ---------------------------------------- | ------------------------------------------------------ | ------------------------------------------------------------- | ------ |
| 2010                         |                                          |                                                        |                                                               |        |
| Libanon                      | Lebanon (לבנון)                          | Samuel Maoz                                            | Izrael · Franciaország · Németország · Libanon                |        |
| Az idegen                    | Die Fremde                               | Feo Aladag                                             | Németország                                                   |        |
| Fütyülök az egészre          | Eu când vreau să fluier, fluier          | Florin Serban                                          | Románia · Németország · Svédország                            |        |
| –––                          | La doppia ora                            | Giuseppe Capotondi                                     | Olaszország                                                   |        |
| Semmit magamról              | Nothing Personal                         | Urszula Antoniak                                       | Hollandia · Írország                                          |        |
| 2011                         |                                          |                                                        |                                                               |        |
| –––                          | Adem                                     | Hans Van Nuffel                                        | Belgium · Hollandia                                           |        |
| Kedves szomszéd              | Smukke mennesker                         | Mikkel Munch-Fals                                      | Dánia                                                         |        |
| Lélegzés                     | Atmen                                    | Karl Markovics                                         | Ausztria                                                      |        |
| Michael                      | Michael                                  | Markus Schleinzer                                      | Ausztria                                                      |        |
| Tilva Roš                    | Tilva Roš                                | Nikola Ležaić                                          | Szerbia                                                       |        |
| 2012                         |                                          |                                                        |                                                               |        |
| Csóka                        | Kauwboy                                  | Boudewijn Koole                                        | Hollandia                                                     |        |
| –––                          | Die Vermissten                           | Jan Speckenbach                                        | Németország                                                   |        |
| Ébredés                      | Broken                                   | Rufus Norris                                           | Egyesült Királyság                                            |        |
| –––                          | Portret v szumerkah (Портрет в сумерках) | Angelina Jurevna Nikonova                              | Oroszország                                                   |        |
| Teddy mackó                  | 10 Timer til Paradis                     | Mads Matthiesen                                        | Dánia                                                         |        |
| 2013                         |                                          |                                                        |                                                               |        |
| Oh Boy!                      | Oh Boy!                                  | Jan Ole Gerster                                        | Németország                                                   |        |
| Call Girl                    | Call Girl                                | Mikael Marcimain                                       | Svédország · Norvégia · Írország · Finnország                 |        |
| Enni, inni, meghalni         | Äta sova dö                              | Gabriela Pichler                                       | Svédország                                                    |        |
| Járvány                      | La Plaga                                 | Neus Ballús                                            | Spanyolország                                                 |        |
| –––                          | Miele                                    | Valeria Golino                                         | Olaszország · Franciaország                                   |        |
| 2014                         |                                          |                                                        |                                                               |        |
| A klán                       | Plemja (Плем'я)                          | Miroszlav Szlabospickij                                | Ukrajna                                                       |        |
| A seb                        | La herida                                | Fernando Franco                                        | Spanyolország                                                 |        |
| Party Girl                   | Party Girl                               | Marie Amachoukeli-Barsacq, Claire Burger, Samuel Theis | Franciaország                                                 |        |
| Tízezer km                   | 10.000 Km                                | Carlos Marques-Marcet                                  | Spanyolország                                                 |        |
| ’71                          | ’71                                      | Yann Demange                                           | Egyesült Királyság                                            |        |
| 2015                         |                                          |                                                        |                                                               |        |
| Mustang                      | Mustang                                  | Deniz Gamze Ergüven                                    | Franciaország · Németország · Törökország                     |        |
| Jó éjt, anyu!                | Ich seh Ich seh                          | Veronika Franz, Severin Fiala                          | Ausztria                                                      |        |
| –––                          | Im Sommer wohnt er unten                 | Tom Sommerlatte                                        | Németország · Franciaország                                   |        |
| –––                          | Limbo                                    | Anna Sofie Hartmann                                    | Németország · Dánia                                           |        |
| –––                          | Slow West                                | John Maclean                                           | Új-Zéland · Egyesült Királyság                                |        |
| 2016                         |                                          |                                                        |                                                               |        |
| Olli Mäki legboldogabb napja | Hymyilevä mies                           | Juho Kuosmanen                                         | Finnország · Németország · Svájc                              |        |
| Homokvihar                   | Sufat Chol                               | Elite Zexer                                            | Izrael · Franciaország                                        |        |
| –––                          | Jajda                                    | Szvetla Cocorkova                                      | Bulgária                                                      |        |
| Kutyák                       | Câini                                    | Bogdan Mirică                                          | Románia · Franciaország · Bulgária · Katar                    |        |
| –––                          | Liebmann                                 | Jules Herrmann                                         | Németország                                                   |        |
| 2017                         |                                          |                                                        |                                                               |        |
| Lady Macbeth                 | Lady Macbeth                             | William Oldroyd                                        | Egyesült Királyság                                            |        |
| 1993 nyara                   | Estiu 1993                               | Carla Simón                                            | Spanyolország                                                 |        |
| A remeték                    | Die Einsiedler                           | Ronny Trocker                                          | Németország · Ausztria                                        |        |
| –––                          | Bezbog                                   | Ralitza Petrova                                        | Bulgária · Dánia · Franciaország                              |        |
| –––                          | Petit paysan                             | Hubert Charuel                                         | Franciaország                                                 |        |
| 2018                         |                                          |                                                        |                                                               |        |
| Lány                         | Girl                                     | Lukas Dhont                                            | Belgium · Hollandia                                           |        |
| A bűnös                      | Den Skyldige                             | Gustav Möller                                          | Dánia                                                         |        |
| –––                          | Dene wos guet geit                       | Cyril Schäublin                                        | Svájc                                                         |        |
| Egy nap                      | Egy nap                                  | Szilágyi Zsófia                                        | Magyarország                                                  |        |
| Ne érints meg!               | Nu mă atinge-mă                          | Adina Pintilie                                         | Románia · Németország · Csehország · Bulgária · Franciaország |        |
| –––                          | Sashishi deda                            | Ana Urushadze                                          | Grúzia · Észtország                                           |        |
| 2019                         |                                          |                                                        |                                                               |        |
| Nyomorultak                  | Les misérables                           | Ladj Ly                                                | Franciaország                                                 |        |
| Aniara                       | Aniara                                   | Pella Kågerman és Hugo Lilja                           | Svédország · Dánia                                            |        |
| Az Atlantiak                 | Atlantique                               | Mati Diop                                              | Franciaország · Szenegál · Belgium                            |        |
| –––                          | Blindsone                                | Tuva Novotny                                           | Norvégia · Dánia                                              |        |
| –––                          | Irina                                    | Nadezsda Koszeva                                       | Bulgária                                                      |        |
| Ray és Liz                   | Ray & Liz                                | Richard Billingham                                     | Egyesült Királyság                                            |        |

### 2020-as évek
| Év                         | Magyar címe                   | Eredeti címe                            | Rendező                                                       | Ország |
| -------------------------- | ----------------------------- | --------------------------------------- | ------------------------------------------------------------- | ------ |
| 2020                       |                               |                                         |                                                               |        |
| Napsugár                   | Sole                          | Carlo Sironi                            | Olaszország · Lengyelország                                   |        |
| Gagarin                    | Gagarine                      | Fanny Liatard, Jérémy Trouilh           | Franciaország                                                 |        |
| –––                        | Izaokas                       | Jurgis Matulevicius                     | Litvánia                                                      |        |
| –––                        | Jumbo                         | Zoé Wittock                             | Franciaország · Belgium · Luxemburg                           |        |
| Ösztön                     | Instinct                      | Halina Reijn                            | Hollandia                                                     |        |
| –––                        | Pun mjesec                    | Nermin Hamzagić                         | Bosznia-Hercegovina                                           |        |
| 2021                       |                               |                                         |                                                               |        |
| Ígéretes fiatal nő         | Promising Young Woman         | Emerald Fennell                         | Amerikai Egyesült Államok                                     |        |
| A bálnavadász fiú          | Kitoboy                       | Filipp Jurjev                           | Oroszország · Lengyelország · Belgium                         |        |
| Bárány                     | Dýrið                         | Valdimar Jóhansson                      | Izland · Svédország · Lengyelország                           |        |
| Kezdetek                   | Beginning                     | Dea Kulumbegashvili                     | Franciaország · Grúzia                                        |        |
| Játszótér                  | Un monde                      | Laura Wandel                            | Belgium                                                       |        |
| –––                        | Pleasure                      | Ninja Thyberg                           | Svédország · Franciaország · Hollandia                        |        |
| 2022                       |                               |                                         |                                                               |        |
| Parányi test               | Piccolo corpo                 | Laura Semani                            | Olaszország · Szlovénia · Franciaország                       |        |
| –––                        | Cenzorka                      | Peter Kerekes                           | Szlovákia · Csehország · Ukrajna                              |        |
| –––                        | Dalva                         | Emmanuelle Nicot                        | Belgium · Franciaország                                       |        |
| –––                        | Inni ludzie                   | Aleksandra Terpińska                    | Lengyelország · Franciaország                                 |        |
| –––                        | Pamfir (Памфір)               | Dmitro Mihajlovics Szuholitkij-Szobcsuk | Ukrajna · Franciaország · Lengyelország · Németország · Chile |        |
| –––                        | Sonne                         | Kurdwin Ayub                            | Ausztria                                                      |        |
| 2023                       |                               |                                         |                                                               |        |
| Hogyan szexeljünk          | How To Have Sex               | Molly Manning Walker                    | Egyesült Királyság · Görögország                              |        |
| A méhek húszezer fajtája   | 20.000 especies de abejas     | Estibaliz Urresola Solagure             | Spanyolország                                                 |        |
| Egy biztonságos hely       | Sigurno mjesto                | Juraj Lerotić                           | Horvátország · Szlovénia                                      |        |
| –––                        | Lja Palisziada (Ля Палісіада) | Filip Olekszandrovics Szotnicsenko      | Ukrajna                                                       |        |
| –––                        | Stille Liv                    | Malene Choi Jensen                      | Dánia                                                         |        |
| Vincentnek meg kell halnia | Vincent doit mourir           | Stéphan Castang                         | Franciaország · Belgium                                       |        |
| 2024                       |                               |                                         |                                                               |        |
| Armand                     | Armand                        | Halfdan Ullmann Tøndel                  | Norvégia · Hollandia · Németország · Svédország               |        |
| –––                        | Akiplėša                      | Saulė Bliuvaitė                         | Litvánia                                                      |        |
| –––                        | Anul Nou care n-a fost        | Bogdan Mureșanu                         | Románia · Szerbia                                             |        |
| Kincs                      | Hoard                         | Luna Carmoon                            | Egyesült Királyság                                            |        |
| Kneecap                    | Kneecap                       | Rich Peppiatt                           | Írország · Egyesült Királyság                                 |        |
| –––                        | Santosh                       | Sandhya Suri                            | Egyesült Királyság · Franciaország · Németország              |        |